# Antoni Algueró i Algueró
Antoni Algueró i Algueró (Móra d'Ebre, Ribera d'Ebre, 13 de novembre de 1925 - Barcelona, 24 de març de 1995) va ser un empresari català. President de la patronal catalana Foment del Treball Nacional entre el 22 de desembre de 1994, succeint a Alfred Molinas i Bellido, fins a la seva defunció tres mesos després.
Llicenciat en Dret per la Universitat de Barcelona, sempre va estar vinculat al món de l'empresa. Juntament amb Carles Ferrer Salat i Alfred Molinas i Bellido, va ser un dels renovadors de Foment del Treball Nacional en el moment de la transició democràtica.
Era president i gestor de la seva pròpia empresa, La Industrial Bolsera.Profund coneixedor del món de les arts gràfiques, era també president del gremi d'aquest sector a Barcelona (Gremi d'Indústries Gràfiques de Barcelona) i vicepresident de l'associació nacional (Federació Nacional d'Indústries Gràfiques), membre de la federació europea (Fédération Européenne de l'Emballage Souple), així com President dels salons Hispack i Graphispack, organitzats per la Fira de Barcelona. També va ser vicepresident de la CEOE, Confederació Espanyola d'Organitzacions Empresarials.
En l'àmbit social, cal destacar que va ser vicepresident de la Fundació Cassià Just i membre de la Fundació Obra Tutelar Agrària. Va morir d'un atac de cor quan assistia a un menjar d'homenatge al seu antecessor Alfred Molinas en l'Hotel Arts.